# Bellinzago Lombardo
Bellinzago Lombardo is een gemeente in de Italiaanse metropolitane stad Milaan (regio Lombardije) en telt 3672 inwoners (31-12-2004). De oppervlakte bedraagt 4,5 km², de bevolkingsdichtheid is 884 inwoners per km².

## Demografie
Bellinzago Lombardo telt ongeveer 1430 huishoudens. Het aantal inwoners steeg in de periode 1991-2001 met 14,1% volgens cijfers uit de tienjaarlijkse volkstellingen van ISTAT.
| Jaar | Inwoneraantal |
| ---- | ------------- |
| 1991 | 3102          |
| 2001 | 3538          |

## Geografie
Bellinzago Lombardo grenst aan de volgende gemeenten: Gessate, Inzago, Gorgonzola, Pozzuolo Martesana.